# Anthology: 1995–2010
Az Anthology: 1995–2010 Prince második posztumusz válogatásalbuma, amelyet digitálisan adott ki az NPG Records a Legacy Recordsings-zal való közreműködésben Spotifyon és az Apple Musicon, 2018. augusztus 17-én.

## Háttér
A válogatásalbum abban az időben jelent meg, mikor a Prince hagyatékát kezelő cég engedélyezte az 1995-2010-es érában megjelent albumainak megjelenését streaming platformokon. Korábban csak a Tidal szolgáltatón voltak elérhetők az albumok. Az Anthology: 1995–2010 37 dalból áll.
A "The Most Beautiful Girl In The World" a legnagyobb kihagyás az albumon, amely első helyig jutott 1995-ben a Brit kislemezlistán. Ez jogi problémák miatt van, amelyet a zenész halála előtt nem sikerült lezárni. A teljes The Gold Experience hasonló okok miatt nem biztos, hogy ki lesz adva újra.
|     | Cím                                                      | Eredeti album                     | Hossz |
| --- | -------------------------------------------------------- | --------------------------------- | ----- |
| 1.  | Emancipation                                             | Emancipation (1996)               | 4:13  |
| 2.  | Black Sweat                                              | 3121 (2006)                       | 3:11  |
| 3.  | P. Control                                               | The Gold Experience (1995)        | 5:59  |
| 4.  | Crucial                                                  | Crystal Ball (1998)               | 5:08  |
| 5.  | The Love We Make                                         | Emancipation                      | 4:39  |
| 6.  | 👁 Hate U                                                 | The Gold Experience               | 6:07  |
| 7.  | The Greatest Romance Ever Sold                           | Rave Un2 the Joy Fantastic (1999) | 5:33  |
| 8.  | 👁 Love U, But 👁 Don't Trust U Anymore (Ani DiFranco-val) | Rave Un2 the Joy Fantastic        | 3:36  |
| 9.  | Gold                                                     | The Gold Experience               | 7:22  |
| 10. | Guitar                                                   | Planet Earth (2007)               | 3:45  |
| 11. | Dream Factory                                            | Crystal Ball                      | 3:07  |
| 12. | The Work, pt. 1                                          | The Rainbow Children (2001)       | 4:28  |
| 13. | Call My Name                                             | Musicology (2004)                 | 5:15  |
| 14. | Strays of the World                                      | Crystal Ball                      | 6:06  |
| 15. | Shhh                                                     | The Gold Experience               | 7:17  |
| 16. | Dreamer                                                  | Lotusflow3r (2009)                | 5:32  |
| 17. | Chaos and Disorder                                       | Chaos and Disorder (1996)         | 4:19  |
| 18. | Endorphinmachine                                         | The Gold Experience               | 4:06  |
| 19. | Musicology                                               | Musicology                        | 4:24  |
| 20. | Northside                                                | The Slaughterhouse (2004)         | 6:31  |
| 21. | When 👁 Lay My Hands on U                                 | The Chocolate Invasion (2004)     | 3:40  |
| 22. | Beautiful Strange                                        | Rave In2 the Joy Fantastic (2001) | 4:55  |
| 23. | Future Soul Song                                         | 20Ten (2010)                      | 5:08  |
| 24. | Empty Room (One Nite Alone… Tour, 2002)                  | C-Note (2003)                     | 4:00  |
| 25. | 3rd 👁                                                    | The Truth (1998)                  | 4:54  |
| 26. | U're Gonna C Me                                          | One Nite Alone… (2002)            | 5:16  |
| 27. | Dinner with Delores                                      | Chaos and Disorder                | 2:46  |
| 28. | Ol' Skool Company                                        | MPLSound (2009)                   | 7:30  |
| 29. | 4ever                                                    | Lotusflow3r                       | 3:47  |
| 30. | West                                                     | N·E·W·S (2003)                    | 14:00 |
| 31. | Xpedition                                                | Xpectation (2003)                 | 8:23  |
| 32. | Muse 2 the Pharaoh                                       | The Rainbow Children              | 4:21  |
| 33. | Somewhere Here on Earth                                  | Planet Earth                      | 5:45  |
| 34. | U Make My Sun Shine (Angie Stone-nal)                    | The Chocolate Invasion            | 7:05  |
| 35. | 1+1+1 Is 3                                               | The Rainbow Children              | 5:17  |
| 36. | Chelsea Rodgers                                          | Planet Earth                      | 5:41  |
| 37. | We March                                                 | The Gold Experience               | 4:49  |

## Slágerlisták
| Slágerlista (2018)                   | Legmagasabb pozíció |
| ------------------------------------ | ------------------- |
| Belga Albumok (Ultratop Flanders)    | 114                 |
| Svájci Albumok (Schweizer Hitparade) | 100                 |